# FA Cup 1898-1899
La FA Cup 1898-99 fu la ventottesima edizione del torneo calcistico più vecchio del mondo. Vinse per la prima volta lo Sheffield United.

## Calendario
| Turno                           | Data                     |
| ------------------------------- | ------------------------ |
| Turno preliminare               | Sabato 24 settembre 1898 |
| Primo turno di qualificazione   | Sabato 1º ottobre 1898   |
| Secondo turno di qualificazione | Sabato 15 ottobre 1898   |
| Terzo turno di qualificazione   | Sabato 29 ottobre 1898   |
| Quarto turno di qualificazione  | Sabato 19 novembre 1898  |
| Quinto turno di qualificazione  | Sabato 10 dicembre 1899  |
| Primo turno                     | Sabato 28 gennaio 1899   |
| Secondo turno                   | Sabato 11 febbraio 1899  |
| Terzo turno                     | Sabato 25 febbraio 1899  |
| Semifinali                      | Sabato 18 marzo 1899     |
| Finale                          | Sabato 15 aprile 1899    |

## Primo turno
| Nr. partita | Squadra locale          | Punteggio | Squadra ospite          | Data             |
| ----------- | ----------------------- | --------- | ----------------------- | ---------------- |
| 1           | Bristol City            | 2-4       | Sunderland              | 28 gennaio 1899  |
| 2           | Burnley                 | 2-2       | Sheffield United        | 28 gennaio 1899  |
| Ripetizione | Sheffield United        | 2-1       | Burnley                 | 2 febbraio 1899  |
| 3           | Liverpool               | 2-0       | Blackburn               | 28 gennaio 1899  |
| 4           | Preston North End       | 7-0       | Grimsby Town            | 28 gennaio 1899  |
| 5           | Notts County            | 2-0       | Kettering               | 28 gennaio 1899  |
| 6           | Nottingham Forest       | 2-1       | Aston Villa             | 28 gennaio 1899  |
| 7           | Sheffield Wednesday     | 2-2       | Stoke                   | 28 gennaio 1899  |
| Ripetizione | Stoke                   | 2-0       | Sheffield Wednesday     | 2 febbraio 1899  |
| 8           | Wolverhampton Wanderers | 0-0       | Bolton Wanderers        | 28 gennaio 1899  |
| Ripetizione | Bolton Wanderers        | 0-1       | Wolverhampton Wanderers | 1º febbraio 1899 |
| 9           | West Bromwich Albion    | 8-0       | South Shore             | 28 gennaio 1899  |
| 10          | Everton                 | 3-1       | Jarrow                  | 28 gennaio 1899  |
| 11          | Small Heath             | 3-2       | Manchester City         | 28 gennaio 1899  |
| 12          | Heanor Town             | 0-3       | Bury                    | 28 gennaio 1899  |
| 13          | Woolwich Arsenal        | 0-6       | Derby County            | 28 gennaio 1899  |
| 14          | New Brompton            | 0-1       | Southampton             | 28 gennaio 1899  |
| 15          | Tottenham Hotspur       | 1-1       | Newton Heath            | 28 gennaio 1899  |
| Ripetizione | Newton Heath            | 3-5       | Tottenham Hotspur       | 1º febbraio 1899 |
| 16          | Glossop                 | 0-1       | Newcastle United        | 28 gennaio 1899  |

## Secondo turno
| Nr. partita | Squadra locale       | Punteggio | Squadra ospite          | Data             |
| ----------- | -------------------- | --------- | ----------------------- | ---------------- |
| 1           | Liverpool            | 3-1       | Newcastle United        | 11 febbraio 1899 |
| 2           | Preston North End    | 2-2       | Sheffield United        | 11 febbraio 1899 |
| Ripetizione | Sheffield United     | 2-1       | Preston North End       | 16 febbraio 1899 |
| 3           | Stoke                | 2-2       | Small Heath             | 11 febbraio 1899 |
| Ripetizione | Small Heath          | 1-2       | Stoke                   | 15 febbraio 1899 |
| 4           | Notts County         | 0-1       | Southampton             | 11 febbraio 1899 |
| 5           | West Bromwich Albion | 2-1       | Bury                    | 11 febbraio 1899 |
| 6           | Derby County         | 2-1       | Wolverhampton Wanderers | 11 febbraio 1899 |
| 7           | Everton              | 0-1       | Nottingham Forest       | 11 febbraio 1899 |
| 8           | Tottenham Hotspur    | 2-1       | Sunderland              | 11 febbraio 1899 |

## Terzo turno
| Nr. partita | Squadra locale       | Punteggio | Squadra ospite    | Data             |
| ----------- | -------------------- | --------- | ----------------- | ---------------- |
| 1           | Southampton          | 1-2       | Derby County      | 25 febbraio 1899 |
| 2           | Stoke                | 4-1       | Tottenham Hotspur | 25 febbraio 1899 |
| 3           | Nottingham Forest    | 0-1       | Sheffield United  | 25 febbraio 1899 |
| 4           | West Bromwich Albion | 0-2       | Liverpool         | 25 febbraio 1899 |

## Semifinali
| Nr. partita    | Squadra locale   | Punteggio | Squadra ospite | Data          |
| -------------- | ---------------- | --------- | -------------- | ------------- |
| 1              | Derby County     | 3-1       | Stoke City     | 18 marzo 1899 |
| 2              | Sheffield United | 2-2       | Liverpool      | 18 marzo 1899 |
| Ripetizione    | Sheffield United | 4-4       | Liverpool      | 23 marzo 1899 |
| 2° Ripetizione | Sheffield United | 1-0       | Liverpool      | 30 marzo 1899 |

## Finale
| Arbitro: | A. Scragg |

|                                                                   |           |               |
| Walter Bennett 60’ Billy Beer 65’ John Almond 69’ Fred Priest 89’ | Marcatori | 12’ John Boag |